# Sunčev medvjed
Sunčev medvjed (lat. Helarctos malayanus) je vrsta zvijeri iz porodice medvjeda koji živi u tropskim kišnim šumama jugoistočne Azije.

## Izgled
Za razliku od drugih članova svoje porodice, sunčev medvjed ima kratko i glatko krzno, koje je tamnosmeđe ili potpuno crne boje. Na prsima se nalazi žuto-narančasta mrlja u obliku polumjeseca. Područja oko očiju i njuške također su žuto-narančasta. Ima srpaste kandže. Šape su velike i imaju gole tabane, što mu pomaže u penjanju. Uši su male i okrugle, a njuška je crna. Rep je dug 3-7 centimetara. Unatoč tome što je malih dimenzija, sunčev medvjed ima vrlo dug jezik (20-25 centimetara), koji mu služi za uzimanje meda iz košnica.
Sunčev medvjed dug je 120-150 centimetara, a to ga čini najmanjim članom porodice medvjeda. Mužjaci su 10-45% veći od ženki. Težina varira između 30 i 70 kilograma, dok je visina ramena 60-78 centimetara.

## Ishrana
Ishranu sunčeva medvjeda uglavnom čine beskralježnjaci i plodovi biljaka. Ipak, on je svežder, pa mu je izbor hrane raznovrstan. Jede male kralježnjake, kao što su gušteri, ptice i jaja kornjača. Hrani se također i mladim vrhovima palmi, gnijezdima pčela, bobicama, korijenjem, itd. Ustvari, ovaj medvjed voli jesti preko 100 vrsta kukaca i preko 50 biljnih vrsta. Moćnim kandžama razbija orašaste plodove. Njih koristi i za traženje hrane u drvećima, npr. med, ličinke i termiti. Ima slabo razvijen vid, te hranu otkriva osjetilom njuha.

## Način života i razmnožavanje
Ne hibernira, pa može dobivati potomke tijekom cijele godine. Spolno zrel postaje s 3-4 godine i u zatočeništvu može doživjeti 30 godina. Ženka okoti jednog ili dva mala medvjeda godišnje. Gestacija traje 96 dana. Mladi medvjed nakon rođenja je težak 300-400 grama, slijepi je i nema krzna. Majka o njemu brine oko godinu i pol. Nakon 1-3 mjeseca može trčati i tragati za hranom u blizini majke.  
Noćna je životinja. Danju vrijeme provodi odmarajući na drvećima oko 2-9 metara iznad zemlje. Upravo zato što previše vremena provodi na njima, može uzrokovati ozbiljnu štetu. Poznat je po uništavanju stabala kokosa i kakaovca.

## Vanjske poveznice
- ARKive – Slike i videozapisi  Arhivirana inačica izvorne stranice od 7. svibnja 2006. (Wayback Machine)
- sunbears.wildlifedirect.org  Arhivirana inačica izvorne stranice od 18. veljače 2014. (Wayback Machine)